# Dendrobium contextum
Dendrobium contextum là một loài thực vật có hoa trong họ Lan. Loài này được Schuit. & de Vogel ex J.M.H.Shaw mô tả khoa học đầu tiên năm 2003.